# Elgnowo
Elgnowo (dawniej niem. Elgenau) – wieś w Polsce położona w województwie warmińsko-mazurskim, w powiecie ostródzkim, w gminie Dąbrówno.
W latach 1954–1959 wieś należała i była siedzibą władz gromady Elgnowo, po jej zniesieniu w gromadzie Marwałd. W latach 1975–1998 miejscowość administracyjnie należała do województwa olsztyńskiego.
W Elgnowie znajdują się: Publiczna Szkoła Podstawowa im. Ignacego Krasickiego, stara przedwojenna remiza, budynek pałacowy, zabudowania gospodarcze i magazynowe z okresu przedwojennego, przypałacowy park z zachowanym w części starym drzewostanem bukowym, świerkowym i lipowym, a także część sadu. We wsi mieści się również nowa remiza OSP wybudowana przez mieszkańców wsi w czynie społecznym.

## Historia
Wieś lokowana w okresie 1317-1321. W 1359 r. Günter von Hohenstein zapisał wsi 5,5 włóki za pół grzywny rocznego czynszu. W 1397 r. Konrad von Junginger nadał Piotrowi Bażyńskiego 71,5 włóki w Elgnowie (razem z innymi dobrami w Brzeźnie, Kalbornie, Leszczu, Ostrowitem, Ruszkowie, Sarnie, Sławkowie). Wieś pod koniec XIV w. należała do Piotra Bażyńskiego sędziego ziemskiego w Dąbrównie, później do jego syna Gabriela Bażyńskiego. W 1438 r. Ścibor Bażyński otrzymał 6 włók i sołectwo wolne od czynszu. Od 1453 r. istnieje parafia w Elgnowie. W czasach krzyżackich wieś pojawia się w dokumentach w roku 1451, podlegała pod komturię w Ostródzie, były to dobra rycerskie. W 1451 r. Ścibor Bażyński kupił od brata (Jana Bażyńskiego) dobra Kadyn folwark Sarna oraz czynsze wsi Elgnowo. Na początku XVI w. właścicielem Elgnowa (tak jak Dąbrówna, i Waplewa) był ród Rabe von Kirsborg. W 1540 r. nadanie na ziemię w Elgnowie otrzymał Fabian Czema. Dobra te zostały zasiedlone przez 29 chłopów czynszowych i czterech zagrodników. W 1579 r. na 25 włokach gospodarowało 25 chłopów. W 1624 r. Albrecht Finck nabył majątek Elgnowo, płacąc kwotę 18 tys. grzywien.
W 1709 r. w Elgnowie i Dąbrównie zmarło na zarazę 79 osób. W 1758 r. tutejszy kościół stał się filialnym parafii w Dąbrównie, a później w Marwałdzie. W 1789 r. we wsi było 25 domów. W 1880 r. we wsi mieszkały 324 osoby. W 1910 r. wieś obejmowała 639 ha gruntów a mieszkało w niej 547 ludzi (w tym 461 Polaków). Natomiast obszar dworski obejmował 639 ha i zamieszkiwało go 346 osób. W 1925 r. powierzchni wsi obejmowała 1242 ha. W tym czasie w Elgnowie mieszkało 838 osób. Elgnowo przed drugą wojną światową było miejscowością graniczną, należącą do Prus Wschodnich. We wsi wciąż znajdują się pochodzące z tamtego okresu budynki urzędu celnego, a na krańcu wsi od strony Gutowa widoczny jest pas graniczny dzielący gminy Dąbrówno i Lubawę. W 1939 r. we wsi mieszkało 676 osób.
W 1974 r. do sołectwa Elgnowo należały miejscowości: wieś Elgnowo, kolonia Klonówko, PGR Wierzbica.
Otwarcie remizy strażackiej miało miejsce w lipcu 1976 roku. W 2006 r. mieszkało we wsi 440 ludzi.